# Vietnam's Next Top Model (mùa 5)
Vietnam's Next Top Model – Người mẫu Việt Nam 2014 là mùa thứ năm của loạt chương trình truyền hình thực tế Vietnam's Next Top Model được sản xuất bởi Đài Truyền hình Việt Nam và Multimedia JSC. Chương trình được phát sóng lúc 20h00 thứ bảy hàng tuần trên kênh VTV3, bắt đầu từ ngày 1 tháng 11 năm 2014.
Lê Thị Kim Dung và Cao Thị Ngân tham gia lại mùa giải All-stars. Kim Dung trở thành quán quân mùa giải này và Cao Ngân về vị trí Top 5. Nếu tính cả hai mùa giải là Nguyễn Oanh, Quang Hùng và Kim Dung là 3 quán quân đều là thí sinh cùng mùa giải này trong lịch sử chương trình cũng như Next Top trên toàn thế giới.

## Giám khảo
- Dẫn chương trình (Host): Siêu mẫu Xuân Lan
- Giám đốc sáng tạo (Creative Director): Chuyên gia trang điểm - Đinh Nam Trung
- Cố vấn chuyên môn (Model Mentor): Chuyên gia đào tạo Catwalk - Adam Williams
- Tổng biên tập F-Fashion Magazine - Hương Color (từ tập 2)

## Thông tin chung

### Thể lệ tham dự
Để có thể đến với cuộc thi năm nay, các thí sinh tham dự phải đáp ứng các yêu cầu: 
- Thí sinh phải là công dân Việt Nam
- Tuổi từ 18-25
- Chiều cao: hạn chế nhất 170 cm (đối với nữ) và 175 cm (đối với nam)
- Chưa từng đoạt danh hiệu trong bất cứ cuộc thi sắc đẹp hoặc thời trang nào do hội đồng giám khảo xét duyệt mang tầm quốc gia trở lên, chưa từng có tiền án, tiền sự hay phẫu thuật chuyển đổi giới tính
- Trình độ văn hóa 12/12 trở lên

### Vòng loại
| Thành phố             | Ngày       | Địa điểm                                  |
| Thành phố Hồ Chí Minh | 26/10/2014 | Trung tâm hội nghị tiệc cưới Grand Palace |
| Hà Nội                | 20/10/2014 | Trung tâm thương mại The Garden           |

## Giải thưởng
Ở mỗi tập, thí sinh có tấm ảnh đẹp nhất sẽ nhận được một chiếc điện thoại Nokia Lumia 830.
Nhà vô địch của chương trình sẽ nhận được những giải thưởng giá trị như sau:
- 1 hợp đồng làm việc độc quyền 2 năm với công ty đào tạo người mẫu BeU Models với trị giá 1 tỷ đồng
- Xuất hiện trên trang bìa tạp chí F-Fashion trên kênh F-tv cùng phần thưởng trị giá 200 triệu đồng
- 1 hợp đồng quãng cáo cho thương hiệu thời trang Canifa trị giá 200 triệu đồng trong vòng 1 năm
- 1 thẻ Centuryon Member ship từ trung tâm Fitness and Yoga trên toàn bộ hệ thống của California trị giá 450 triệu đồng
- Phần thưởng 100 triệu đồng của mỹ phẩm Boujor Paris
- 1 hợp đồng độc quyền đại diện cho nhãn hàng điện thoại Nokia Lumia và được sử dụng miễn phí các dòng điện thoại mới nhất trong vòng 1 năm trị giá 300 triệu đồng
- Đặc biệt, Top 5 xuất sắc nhất còn được đưa đến kinh đô thời trang Italia do tạp chí F-Fashion và BeU Models tài trợ

## Danh sách thí sinh vào nhà chung
| Họ và tên thí sinh | Họ và tên thí sinh     | Năm sinh | Quê quán              | Chiều cao               | Bị loại | Hạng  | Ghi chú |
| ------------------ | ---------------------- | -------- | --------------------- | ----------------------- | ------- | ----- | --- |
|                    | Hồ Văn Năm             | 1991     | Nghệ An               | 1,81 m (5 ft 11+1⁄2 in) | Tập 2   | 16-15 | |
|                    | Nguyễn Văn Thắng       | 1991     | Quảng Ninh (gốc Đức)  | 1,79 m (5 ft 10+1⁄2 in) | Tập 2   | 16-15 | |
|                    | Nguyễn Thị Thanh Tuyền | 1995     | Thành phố Hồ Chí Minh | 1,81 m (5 ft 11+1⁄2 in) | Tập 3   | 14    | |
|                    | Lê Đức Anh             | 1994     | Hà Nội                | 1,86 m (6 ft 1 in)      | Tập 4   | 13    | |
|                    | Lê Thị Kim Dung        | 1993     | Nam Định              | 1,77 m (5 ft 9+1⁄2 in)  | Tập 5   | 12    | Quán quân của mùa giải All-Stars 2017 |
|                    | Trần Yến Nhi           | 1991     | Kiên Giang            | 1,76 m (5 ft 9+1⁄2 in)  | Tập 6   | 11-10 | |
|                    | Phạm Công Toàn         | 1989     | Đồng Nai              | 1,86 m (6 ft 1 in)      | Tập 6   | 11-10 | |
|                    | Chế Nguyễn Quỳnh Châu  | 1994     | Lâm Đồng              | 1,74 m (5 ft 8+1⁄2 in)  | Tập 7   | 9-8   | Người mẫu chiến thắng của Nhà thiết kế thời trang Việt Nam 2014 Top 15 Hoa hậu Hoàn vũ Việt Nam 2015 Top 5 Hoa khôi Áo dài Việt Nam 2016 Á hậu 1 Hoa hậu Hòa bình Việt Nam 2022 |
|                    | Lê Đăng Khánh          | 1994     | Thành phố Hồ Chí Minh | 1,86 m (6 ft 1 in)      | Tập 7   | 9-8   | |
|                    | Phạm Tấn Khang         | 1995     | Lâm Đồng (gốc Hoa Kỳ) | 1,85 m (6 ft 1 in)      | Tập 8   | 7     | |
|                    | Đặng Văn Hội           | 1993     | Thái Bình             | 1,93 m (6 ft 4 in)      | Tập 10  | 6     | |
|                    | Phạm Duy Anh           | 1995     | Hà Nội                | 1,89 m (6 ft 2+1⁄2 in)  | Tập 11  | 2     | |
|                    | Tiêu Ngọc Linh         | 1994     | Hải Dương             | 1,78 m (5 ft 10 in)     | Tập 11  | 2     | Top 5 Hoa hậu Hoàn vũ Việt Nam 2017 |
|                    | Cao Thị Ngân           | 1992     | Kiên Giang            | 1,78 m (5 ft 10 in)     | Tập 11  | 2     | Top 5 All-Stars Top 14 The New Mentor - Người mẫu Toàn năng 2023 - team Hương Giang                                                                                             |
|                    | Tạ Quang Hùng          | 1994     | Gia Lai               | 1,88 m (6 ft 2 in)      | Tập 11  | 1     | |
|                    | Nguyễn Thị Oanh        | 1996     | Quảng Ninh            | 1,83 m (6 ft 0 in)      | Tập 11  | 1     | Top 16 Hoa hậu Hoàn vũ Việt Nam 2022 |

## Danh sách các tập

### Tập 1
Ngày phát sóng: 1/11/2014
- Chủ đề chụp ảnh: Happy Couple
- Top 16: Hồ Văn Năm, Nguyễn Văn Thắng, Cao Thị Ngân, Chế Nguyễn Quỳnh Châu, Đặng Văn Hội, Lê Thị Kim Dung, Lê Đăng Khánh, Lê Đức Anh, Nguyễn Thị Oanh, Nguyễn Thị Thanh Tuyền, Phạm Công Toàn, Phạm Duy Anh, Phạm Tấn Khang, Tiêu Ngọc Linh, Trần Yến Nhi, Tạ Quang Hùng

### Tập 2
Ngày phát sóng: 8/11/2014
- Chiến thắng thử thách: Nguyễn Thị Thanh Tuyền & Tạ Quang Hùng
- Ảnh đẹp nhất: Nguyễn Thị Oanh
- Cuối bảng: Đặng Văn Hội, Hồ Văn Năm, Nguyễn Văn Thắng & Phạm Duy Anh
- Loại kép: Hồ Văn Năm & Nguyễn Văn Thắng

### Tập 3
Ngày phát sóng: 15/11/2014
- Chiến thắng thử thách: Lê Thị Kim Dung & Tạ Quang Hung
- Ảnh đẹp nhất: Phạm Tấn Khang
- Cuối bảng: Cao Thị Ngân, Đặng Văn Hội, Tạ Quang Hùng & Nguyễn Thị Thanh Tuyền
- Loại: Nguyễn Thị Thanh Tuyền

| Nhóm chụp hình           |
| ------------------------ |
| Đức Anh & Tiêu Ngọc Linh |
| Quang Hùng & Thanh Tuyền |
| Đăng Khánh & Quỳnh Châu  |
| Tấn Khang & Yến Nhi      |
| Duy Anh & Kim Dung       |
| Cao Ngân & Văn Hội       |
| Công Toàn & Nguyễn Oanh  |

### Tập 4
Ngày phát sóng: 22/11/2014
- Ảnh đẹp nhất: Phạm Công Toàn
- Cuối bảng: Phạm Tấn Khang, Lê Thị Kim Dung & Lê Đức Anh
- Loại: Lê Đức Anh

### Tập 5
Ngày phát sóng: 29/11/2014
- Ảnh đẹp nhất: Phạm Tấn Khang
- Cuối bảng: Lê Thị Kim Dung & Trần Yến Nhi
- Loại: Lê Thị Kim Dung

### Tập 6
Ngày phát sóng: 13/12/2014
- Chiến thắng thử thách: Phạm Duy Anh, Lê Đăng Khánh và Chế Nguyễn Quỳnh Châu
- Ảnh đẹp nhất: Tạ Quang Hùng
- Cuối bảng: Phạm Công Toàn, Trần Yến Nhi, Nguyễn Thị Oanh và Chế Nguyễn Quỳnh Châu
- Loại: Phạm Công Toàn & Trần Yến Nhi

### Tập 7
Ngày phát sóng: 20/12/2014
- Chiến thắng thử thách: Chế Nguyễn Quỳnh Châu & Phạm Tấn Khang
- Ảnh đẹp nhất: Tiêu Ngọc Linh
- Cuối bảng: Chế Nguyễn Quỳnh Châu, Lê Đăng Khánh, Phạm Tấn Khang & Tạ Quang Hùng
- Loại: Chế Nguyễn Quỳnh Châu & Lê Đăng Khánh

### Tập 8
Ngày phát sóng: 27/12/2014 
- Chiến thắng thử thách: Cao Thị Ngân
- Ảnh đẹp nhất: Tiêu Ngọc Linh
- Cuối bảng: Cao Thị Ngân & Phạm Tấn Khang
- Loại: Phạm Tấn Khang

### Tập 9
Ngày phát sóng: 3/1/2015
- Chiến thắng thử thách: Nguyễn Thị Oanh & Đặng Văn Hội
- TVC tốt nhất: Tiêu Ngọc Linh & Phạm Duy Anh
- Cuối bảng: Nguyễn Thị Oanh & Đặng Văn Hội
- Bị loại nhưng được cứu: Nguyễn Thị Oanh

### Tập 10
Ngày phát sóng: 10/1/2015
- Ảnh đẹp nhất: Phạm Duy Anh
- Cuối bảng: Tiêu Ngọc Linh, Nguyễn Thị Oanh & Đặng Văn Hội
- Bị loại: Đặng Văn Hội
- Cứu: Nguyễn Thị Oanh

### Tập 11 - Chung kết
Ngày phát sóng: 17/1/2015
- Top 5 vào chung kết: Phạm Duy Anh, Cao Thị Ngân, Tạ Quang Hùng, Tiêu Ngọc Linh, Nguyễn Thị Oanh
- Loại: Phạm Duy Anh, Cao Thị Ngân, Tiêu Ngọc Linh
- Top 2: Nguyễn Thị Oanh & Tạ Quang Hùng
- Vietnam's Next Top Model Mùa 5: Nguyễn Thị Oanh & Tạ Quang Hùng

Lần đầu tiên trong lịch sử Next Top trên thế giới, phiên bản Next Top của Việt Nam là phiên bản duy nhất đầu tiên có 2 nhà vô địch: 1 nam và 1 nữ.

## Kết quả

### Thứ tự gọi tên
| Thứ tự | Tập               | Tập                   | Tập         | Tập         | Tập               | Tập                   | Tập         | Tập                 | Tập         | Tập                        | Tập                    |
| Thứ tự | 2                 | 3                     | 4           | 5           | 6                 | 7                     | 8           | 9                   | 10          | 11                         | 11                     |
| ------ | ----------------- | --------------------- | ----------- | ----------- | ----------------- | --------------------- | ----------- | ------------------- | ----------- | -------------------------- | ---------------------- |
| 1      | Nguyễn Oanh       | Tấn Khang             | Công Toàn   | Tấn Khang   | Quang Hùng        | Ngọc Linh             | Ngọc Linh   | Ngọc Linh Duy Anh   | Duy Anh     | Nguyễn Oanh                | Nguyễn Oanh Quang Hùng |
| 2      | Tấn Khang         | Yến Nhi               | Văn Hội     | Công Toàn   | Ngọc Linh         | Duy Anh               | Duy Anh     | Ngọc Linh Duy Anh   | Cao Ngân    | Quang Hùng                 | Nguyễn Oanh Quang Hùng |
| 3      | Yến Nhi           | Ngọc Linh Đức Anh     | Yến Nhi     | Quang Hùng  | Văn Hội           | Văn Hội               | Nguyễn Oanh | Quang Hùng Cao Ngân | Quang Hùng  | Ngọc Linh Cao Ngân Duy Anh |                        |
| 4      | Ngọc Linh         | Ngọc Linh Đức Anh     | Đăng Khánh  | Quỳnh Châu  | Tấn Khang         | Cao Ngân              | Văn Hội     | Quang Hùng Cao Ngân | Ngọc Linh   | Ngọc Linh Cao Ngân Duy Anh |                        |
| 5      | Công Toàn         | Đăng Khánh Quỳnh Châu | Ngọc Linh   | Nguyễn Oanh | Cao Ngân          | Nguyễn Oanh           | Quang Hùng  | Văn Hội             | Nguyễn Oanh | Ngọc Linh Cao Ngân Duy Anh |                        |
| 6      | Quang Hùng        | Đăng Khánh Quỳnh Châu | Quỳnh Châu  | Văn Hội     | Đăng Khánh        | Quang Hùng            | Cao Ngân    | Nguyễn Oanh         | Văn Hội     |                            |                        |
| 7      | Quỳnh Châu        | Duy Anh Kim Dung      | Cao Ngân    | Ngọc Linh   | Duy Anh           | Tấn Khang             | Tấn Khang   |                     |             |                            |                        |
| 8      | Đức Anh           | Duy Anh Kim Dung      | Duy Anh     | Duy Anh     | Nguyễn Oanh       | Quỳnh Châu Đăng Khánh |             |                     |             |                            |                        |
| 9      | Thanh Tuyền       | Công Toàn Nguyễn Oanh | Quang Hùng  | Đăng Khánh  | Quỳnh Châu        | Quỳnh Châu Đăng Khánh |             |                     |             |                            |                        |
| 10     | Kim Dung          | Công Toàn Nguyễn Oanh | Nguyễn Oanh | Cao Ngân    | Công Toàn Yến Nhi |                       |             |                     |             |                            |                        |
| 11     | Đăng Khánh        | Cao Ngân Văn Hội      | Tấn Khang   | Yến Nhi     | Công Toàn Yến Nhi |                       |             |                     |             |                            |                        |
| 12     | Cao Ngân          | Cao Ngân Văn Hội      | Kim Dung    | Kim Dung    |                   |                       |             |                     |             |                            |                        |
| 13     | Văn Hội           | Quang Hùng            | Đức Anh     |             |                   |                       |             |                     |             |                            |                        |
| 14     | Duy Anh           | Thanh Tuyền           |             |             |                   |                       |             |                     |             |                            |                        |
| 15     | Văn Thắng Văn Năm |                       |             |             |                   |                       |             |                     |             |                            |                        |
| 16     | Văn Thắng Văn Năm |                       |             |             |                   |                       |             |                     |             |                            |                        |

     Thí sinh bị loại nhưng được cứu
     Thí sinh bị loại
     Thí sinh chiến thắng cuộc thi
1. ↑   Trong tập 9, Nguyễn Oanh và Văn Hội vốn ban đầu bị loại, nhưng được cứu
2. ↑   Trong tập 10, Nguyễn Oanh vốn ban đầu bị loại, nhưng được cứu. Lần đầu tiên trong lịch sử Next Top Model trên toàn thế giới có sự tranh tài của 5 thí sinh trong đêm Chung kết
3. ↑   Trong tập 11, lần đầu tiên trong lịch sử Next Top Model trên toàn thế giới có hai Quán quân. Cao Ngân, Ngọc Linh, Duy Anh mang danh hiệu Á quân

### Chủ đề chụp hình
- Tập 1: Happy Couple (vòng Casting)
- Tập 2: Hướng tới tương lai
- Tập 3: Điệu nhảy balê trong bột màu theo cặp
- Tập 4: Thời trang trượt patanh
- Tập 5: Tạo dáng với cừu cho Canifa
- Tập 6: Chân dung body painting các dân tộc
- Tập 7: Xưởng may đồ Jeans; Sang trọng và quyền lực tại biệt thự
- Tập 8: Tạo dáng với không trung cho hãng máy bay AirAsia
- Tập 9: TVC cho quảng cáo áo lạnh Canifa
- Tập 10: Leo trên cửa kính tòa nhà
- Tập 11: Ảnh bìa tạp chí F Fashion; Thiên thần thời trang trên không

### Thay đổi diện mạo - Make Over
- Duy Anh: Nối tóc ở phần giữa, buộc gọn đằng sau và cạo tóc 2 bên
- Quỳnh Châu: Nhuộm đen, cắt tỉa và thêm mái ngố
- Kim Dung: Tóc bob
- Văn Hội: Nhuộm nâu và sấy xoăn cụp
- Quang Hùng: Cạo tóc 2 bên
- Đăng Khánh: Nhuộm vàng
- Tấn Khang: Tỉa tóc gọn lại và nhuộm nâu sáng
- Ngọc Linh: Cắt ngắn, thêm mái ngố và nhuộm đỏ
- Cao Ngân: Tóc bob ngắn tới má
- Yến Nhi: Tóc tém
- Nguyễn Oanh: Uốn xoăn nhẹ, cắt ngắn tới vai và nhuộm đen
- Công Toàn: Mái lệch nuôi dài và nhuộm đỏ

## Sau Top Model
- Văn Năm: không theo đuổi nghề người mẫu sau chương trình và hiện tại đã lập gia đình.
- Nguyễn Thắng: không theo đuổi nghề người mẫu sau chương trình. Hiện tại, anh đang làm nghề DJ tại Đức.
- Thanh Tuyền: kí hợp đồng với BeU Models và Portfolios Casting Agency. Cô làm người mẫu ảnh và xuất hiện trên tạp chí cùng với một số trang bìa như Elle, Mốt, Thanh Niên Tuần San,... Cô còn được xuất hiện trong chiến dịch quảng cáo cho Mamacita Designs, Afiq M., Frederick Lee Couture, Le's Art, NTK Nguyễn Minh Công[12], NTK Adin Nguyễn, NTK Đào Lê Diệu Anh, NTK Trương Thanh Hải, NTK Trinnie Lê,... và sải bước trên một số sàn diễn thời trang của NTK Chung Thanh Phong[13], NTK Đỗ Mạnh Cường, NTK Adrian Anh Tuấn, NTK Võ Công Khanh, NTK Công Trí, NTK Ivan Trần, NTK Lâm Gia Khang, NTK Lý Quí Khánh, NTK Lê Thanh Hòa, NTK Hà Linh Thư, Phuong My, Vungoc&Son, Canifa, Doãn Huy Design[14], Yaly Couture, Chaddie, Bảo Bảo House, Hulos Prive, Thủy Design House, Thời Trang & Nhân Vật, Xu Hướng & Phong Cách, Elle Fashion Show, Lynk Fashion Show, Vietnam Designer Fashion Week, Vietnam International Fashion Week, Vietnam Runway Fashion Week,...
- Đức Anh: không theo đuổi nghề người mẫu sau chương trình.
- Kim Dung: kí hợp đồng với BeU Models, Nest Models Vietnam, Portfolios Casting Agency, Mod Management và Body London Model Agency ở Luân Đôn. Cô làm người mẫu ảnh[15] và xuất hiện trên tạp chí cùng với một số trang bìa như Harper's Bazaar[16], Elle[17], Đẹp[18], L'Officiel, Style, Heritage Fashion, Elite by Tamson[19], Sành Điệu, 2! Đẹp,... Cô còn được xuất hiện trong chiến dịch quảng cáo cho Phuong My, TRESemmé, I Hate Fashion, Tammy's Designs, NG 3.5 Studio, Canifa, M.Y.M VN[20], Genviet Jeans[21], Leflair[22][23], Decos Fashion, Juno Shoes, Perla Ci, Latui Atelier, NTK Nguyễn Hoàng Tú, NTK Thạch Thủy Tiên, NTK Thảo Nguyễn[24], NTK Lý Giám Tiền, NTK Trần Hùng, NTK Nguyễn Minh Công[25], NTK Lâm Gia Khang,... và sải bước trên một số sàn diễn thời trang của Moschino, Phuong My, Vungoc&Son, Ivy Moda, Rue Des Chats, Xuân Lê, Heron Fashion, Eva de Eva, Thủy Design House, Soknan Atelier, Xéo Xọ Sài Gòn, Viveire, NTK Kan Kanemura, NTK Amy Đào[26], NTK Lâm Gia Khang, NTK Vũ Trần Đức Hải, NTK Đức Vincie, NTK Đỗ Mạnh Cường[27], NTK Công Trí, NTK Lý Quí Khánh, NTK Amos Ananda, NTK Chung Thanh Phong, NTK Lê Thanh Hòa, NTK Hoàng Minh Hà, NTK Adrian Anh Tuấn, Đẹp Fashion Runway, Show tốt nghiệp Học viện Thiết kế và Thời trang London, Vietnam Designer Fashion Week, Vietnam International Fashion Week[28], Fashion Voyage, Elle Fashion Show, Áo dài - Di sản văn hóa Việt Nam[29], Vietnam Runway Fashion Week, London Fashion Week[30][31],...
- Yến Nhi: làm người mẫu ảnh và sải bước trên sàn diễn thời trang của một số nhà thiết kế[32]. Cô đã rút khỏi ngành người mẫu vào năm 2016.
- Công Toàn: kí hợp đồng với BeU Models, Nomad Management, Portfolios Casting Agency và Nest Models Vietnam. Anh xuất hiện trên tạp chí cùng với một số trang bìa trong nước như Elle[33], Harper's Bazaar[34], Đẹp[35], L'Officiel, Elle Man, L'Officiel Hommes, Mốt, Tiếp Thị & Gia Đình, Nữ Doanh Nhân, Heritage Fashion,... và ngoài nước như Posh Myanmar[36]. Anh được xuất hiện trong chiến dịch quảng cáo cho Tommy Hilfiger, Adidas, Emigo Vinfashion, Lee Jeans, Adam Store, 8Topia[37], Canifa, Masformen, V-Sixtyfour, Leflair, Blanke Space, Ivy Moda, Commence, Kimtr Clothes, De Juniel, NTK Trần Hùng, NTK Phan Anh Tuấn, VPBank,... và sải bước trên một số sàn diễn thời trang của D.U.Y Boutique, Vita Jean, Yaly Couture, Meman Saigon, Blanke Space, NTK Hà Nhật Tiến, NTK Đỗ Mạnh Cường, NTK Võ Công Khanh, Thời Trang & Nhân Vật, Xu Hướng & Phong Cách[38], Thời Trang & Cuộc Sống[39], Elle Fashion Show, Vietnam International Fashion Week, Vietnam Designer Fashion Week, Faslink Fashion Show[40], Vietnam Runway Fashion Week,... Ngoài ra, anh còn xuất hiện trong một số video âm nhạc như "Dear" của Gonzo & Lê Hiếu, "Thương Anh Hơn Tình Yêu" của Gigi Hương Giang,... Hiện tại, anh đã lập gia đình và vẫn làm người mẫu tự do.
- Quỳnh Châu: kí hợp đồng với BeU Models. Cô làm người mẫu ảnh[41][42] và xuất hiện trên tạp chí cùng với một số trang bìa như Đẹp[43][44], Harper's Bazaar, F Fashion, Hoa Học Trò, Cẩm Nang Teen,... Cô còn được xuất hiện trong chiến dịch quảng cáo cho Zalora[45], PNJ, Adidas, H&M, Samsung[46], Urbanista Fashion, Canifa[47], Emigo Vinfashion, Tammy's Designs, Glamulet, Couple TX[48], Elpis Clothing, Amy Store, Rue Des Chats, Ivy Moda, Elise Fashion, D.Chic, Kantan Shop, NTK Lý Giám Tiền[49], NTK Nguyễn Giao Linh, NTK Trần Hùng, Diana Vietnam[50], Eri International,... và sải bước trên một số sàn diễn thời trang của Ivy Moda, Vungoc&Son, Bella Couture[51], NTK Thủy Nguyễn, NTK Đỗ Mạnh Cường, NTK Lâm Gia Khang, NTK Đỗ Long[52], NTK Lý Quí Khánh, NTK Lý Giám Tiền, NTK Chung Thanh Phong, NTK Trương Thanh Hải, NTK Adrian Anh Tuấn, Phong Cách & Cuộc Sống, Thời Trang & Nhân Vật, Thời Trang & Cuộc Sống, Xu Hướng & Phong Cách, Elle Fashion Show, Vietnam International Fashion Week[53], Vietnam Designer Fashion Week, New York Fashion Week[54][55][56][57],... Ngoài ra, cô được trao giải thưởng “Nhân vật Thể hình & Giải trí có ảnh hưởng của năm” của CMG Awards 2017[58], đảm nhận vai trò Huấn luyện viên chương trình Hoa hậu Chuyển giới Việt Nam 2023, Hoa hậu Chuyển giới Việt Nam 2025, đảm nhận vai trò Người dẫn của một số chương trình như Vietnam Runway Fashion Week,... tham gia đóng một số bộ phim như "Hoa hậu giang hồ", "Muôn kiểu làm dâu", "Bố già", "Cây táo nở hoa", "Mặt trời mùa đông", "Ván cờ danh vọng"... và xuất hiện trong một số video âm nhạc như "Đẹp Cho Cuộc Sống" của Mỹ Linh, "Việt Nam Tươi Đẹp" của 40 Văn Nghệ Sĩ, "Em Đang Nơi Nào" của Bạch Công Khanh, "Tối Nay Em Muốn Sao" của Mai Tiến Dũng & L.J., "Anh Ghét Em" của Juun Đăng Dũng & RTee,... Từ năm 2019, cô dần rút khỏi làng người mẫu nhưng vẫn thi thoảng nhận lời mời trình diễn hoặc chụp hình.
- Đăng Khánh: kí hợp đồng với BeU Models, Nomad Management, Portfolios Casting Agency và Ido Management. Anh được xuất hiện trên tạp chí Tiếp Thị & Gia Đình 6/2016 và được xuất hiện trong chiến dịch quảng cáo cho Ivy Moda, Re:Sistance Workwear, Suits & Vest Nek, Yaric Beauty, Romano Shampoo, HP,... Anh còn được sải bước trên một số sàn diễn thời trang của Vungoc&Son, Canifa, Ivy Moda, Urban Revivo, The Mike Style, NTK Trần Minh Dũng[59], NTK Đỗ Mạnh Cường, NTK Phi Phạm, NTK Chung Thanh Phong, NTK Lê Thanh Hòa, NTK Võ Công Khanh, NTK Hoàng Minh Hà, Thời Trang & Nhân Vật, Xu Hướng & Phong Cách, Vietnam Designer Fashion Week, Vietnam International Fashion Week, Elle Fashion Show, Vietnam Runway Fashion Week, Vietnam International Fashion Festival, Fashion Voyage,... Ngoài ra, xuất hiện trong một số video âm nhạc như "Đợi Một Chút Thôi" của Vũ Thảo My, "Hãy Ra Khỏi Người Đó Đi" của Phan Mạnh Quỳnh,... Ngoài công việc người mẫu, anh còn làm chuyên viên cấp cao dự án Grand Marina Saigon cũng như hoạt động lĩnh vực bất động sản.
- Tấn Khang: chủ yếu làm người mẫu ở Hoa Kỳ và ký hợp đồng với Shawn Dezan Casts ở New York và Unite Unite Model Management ở Brooklyn. Anh làm người mẫu ảnh và được xuất hiện trong chiến dịch quảng cáo cho NIHL by Neil Grotzinger[60]. Anh còn được xuất hiện trên một số tạp chí như Cero US[61], Twin UK[62], Infridge UK[63], A Curated By Pháp[64], Office US[65],... Ngoài ra, anh cũng theo đuổi con đường âm nhạc khi ra mắt một số bài hát mới của mình[66].
- Văn Hội: kí hợp đồng với BeU Models và Nomad Management. Anh được chụp hình cho tạp chí Style và xuất hiện trong chiến dịch quảng cáo cho Oche Boutique. Anh làm người mẫu ảnh[67]  và được sải bước trên một số sàn diễn thời trang của Canifa, Oche Boutique, NTK Đỗ Mạnh Cường, Vietnam Designer Fashion Week, Vietnam International Fashion Week[68],... Hiện tại, anh đã rút khỏi ngành người mẫu từ năm 2018 và đang sinh sống cùng gia đình nhỏ tại Nhật Bản.
- Duy Anh: kí hợp đồng với BeU Models. Anh làm người mẫu ảnh[69][70][71] và được xuất hiện trên một số tạp chí như F Fashion[72], Sành Điệu,... Anh còn được xuất hiện trong chiến dịch quảng cáo cho Tudor-T Menswear, De Polie, Veneto Store, LaForce, Seven Uomo, Vinhomes,... và được sải bước trên một số sàn diễn thời trang của Canifa, Adam Store, LaForce, Owen Fashion, NTK Đỗ Mạnh Cường, Converging Fashion Show, Vietnam International Fashion Week,... Hiện tại, anh đã rút khỏi ngành người mẫu từ năm 2019 và hiện là chủ tiệm tóc DAP Hair Studio tại Hà Nội cũng như đang sinh sống cùng gia đình nhỏ của mình.
- Ngọc Linh: kí hợp đồng với BeU Models và Portfolios Casting Agency. Cô làm người mẫu ảnh và được xuất hiện trên tạp chí cùng với một số trang bìa như Elle, Cosmopolitan, F Fashion, Travellive, Tóc Đẹp, Doanh Nhân Sài Gòn,... Cô còn được xuất hiện trong chiến dịch quảng cáo cho NTK Hà Hồng Lam[73], NTK Thảo Nguyễn[74], Genviet Jeans, La Pham Design, Evania Spa, VietYacht, AirAsia,... được sải bước trên một số sàn diễn thời trang của Rue Des Chats, Xuân Lê[75], Chula Fashion, Tumi DAFC, Design by Khang[76], Happy Clothings[77], Elise Fashion, Eva de Eva, NTK Ly Vũ, NTK Nguyễn Minh Công, Đẹp Fashion Runway, Converging Fashion Show, Lễ Hội Áo Dài 2016, Vietnam International Fashion Week, Vietnam – Myanmar Bridal Fashion Show[78],... Cô đã rút khỏi ngành người mẫu từ năm 2021 và đang sinh sống cùng gia đình nhỏ của mình[79].
- Cao Ngân: kí hợp đồng với BeU Models và Portfolios Casting Agency. Cô làm người mẫu ảnh[80] và xuất hiện trên tạp chí cùng với một số trang bìa như Harper's Bazaar, Mốt, F Fashion,... Cô còn được xuất hiện trong chiến dịch quảng cáo cho Canifa, Hulos[81], Accent Concept, NTK Hà Hồng Lam[82], NTK Lý Giám Tiền[83], NTK Nguyễn Minh Công[84],... và sải bước trên một số sàn diễn thời trang của Vungoc&Son, Chaddie, NTK Lý Giám Tiền, NTK Đỗ Mạnh Cường, NTK Võ Công Khanh, NTK Lâm Gia Khang, NTK Công Trí, NTK Ivan Trần[85], Xu Hướng & Phong Cách[86], Thời Trang & Nhân Vật, Đẹp Fashion Runway, Vietnam International Fashion Week[87], Vietnam Designer Fashion Week, Fashion Voyage,... Ngoài ra, cô còn đảm nhận với vai trò huấn luyên viên của cuộc thi The Face Online by Vespa 2021.
- Quang Hùng: kí hợp đồng với BeU Models. Anh làm người mẫu ảnh[88][89][90][91] và được xuất hiện trong chiến dịch quảng cáo cho Canifa[92], Masformen[93], Emigo Vinfashion[94], Urbanista Fashion, NTK Trần Minh Dũng[95], NTK Đỗ Mạnh Cường[96], NTK Công Trí, NTK Tùng Vũ, Coca-Cola,... Anh còn được xuất hiện trên tạp chí cùng với một số trang bìa trong nước như L'Officiel, F Fashion, Esquire, Heritage Fashion, Cẩm Nang Teen,... và ngoài nước như Stylemarket Singapore, Lewis UK,... Anh đã sải bước trên một số sàn diễn thời trang của Canifa, NTK Đỗ Mạnh Cường, NTK Trần Minh Dũng, NTK Phi Phạm, Thời Trang & Cuộc Sống[97], Thời Trang & Nhân Vật, Xu Hướng & Phong Cách, Elle Fashion Show, Vietnam International Fashion Week[98][99][100],... Vào năm 2016, anh được Tạp chí Elle trao giải thưởng “Biểu tượng thời trang triển vọng của năm”[101]. Hiện tại, anh đã rút khỏi ngành người mẫu từ năm 2020 và bắt đầu chuyển hướng sang lĩnh vực kinh doanh và gặp nhiều thành công khi trở thành Chủ tịch hội đồng quản trị của một tổ chức vui chơi giải trí lớn.
- Nguyễn Oanh: kí hợp đồng với BeU Models, Nomad Management, Portfolios Casting Agency, Diva Models ở Singapore và Anna Models ở Dubai. Cô làm người mẫu ảnh[102][103][104][105] và xuất hiện trên tạp chí cùng với một số trang bìa trong nước như Elle, Harper's Bazaar, Đẹp, Mốt, F Fashion, Style[106], Tiếp Thị & Gia Đình, RSVP,... và ngoài nước như Tartarus US[107]. Cô còn được xuất hiện trong chiến dịch quảng cáo cho Vungoc&Son[108], NTK Quỳnh Paris[109], NTK Chung Thanh Phong[110], NTK Đỗ Mạnh Cường, NTK Minh Tú[111], Atelier Ignacio UAE,... và sải bước trên một số sàn diễn thời trang của Larry Jewelry[112], Vungoc&Son, Yaly Couture, NTK Đỗ Mạnh Cường[113], NTK Chung Thanh Phong, NTK Lê Thanh Hòa, NTK Công Trí, NTK Phi Phạm[114], NTK Đỗ Long, NTK Ivan Trần, NTK Trần Hùng[115], NTK Adrian Anh Tuấn, Thời Trang & Nhân Vật[116][117][118], Đẹp Fashion Runway, Vietnam International Fashion Week[119], Elle Fashion Show, Fashion Voyage, Fashion Forward Dubai[120][121][122],... Từ năm 2021, cô dần rút khỏi làng người mẫu nhưng vẫn thi thoảng nhận lời mời trình diễn hoặc chụp hình.

### Tham gia cuộc thi khác
- Kim Dung: Mùa All-Stars (Quán quân)
- Quỳnh Châu: Hoa hậu Hoàn vũ Việt Nam 2015 (Top 15), Hoa khôi Áo dài Việt Nam 2016 (Top 5), Hoán Đổi 2016 (Top 8)[123], Hoa hậu Hoàn vũ Việt Nam 2017 (rút lui)[124], Vua đầu bếp 2017 (Top 16), Trời Sinh Một Cặp 2018 (Top 7)[125], Hoa hậu Hòa bình Việt Nam 2022 (Á hậu 1)
- Ngọc Linh: Hoa hậu Hoàn vũ Việt Nam 2017 (Top 5)
- Cao Ngân: Mùa All-Stars (Top 5), The New Mentor 2023 - Người Mẫu Toàn Năng (Top 14)
- Nguyễn Oanh: Hoa hậu Hoàn vũ Việt Nam 2022 (Top 16)